# Außenried
Außenried ist ein Gemeindeteil der Gemeinde Langdorf im niederbayerischen Landkreis Regen.

## Lage
Das Dorf Außenried liegt im Bayerischen Wald etwa drei Kilometer östlich von Langdorf und etwa ebenso weit westlich von Zwiesel an der Staatsstraße 2132.

## Geschichte
Außenried wird ebenso wie Innenried und Zwieselberg erstmals in einer Urkunde des Jahres 1409 erwähnt. Es bildete später eine Obmannschaft im Landgericht Zwiesel. Bei der Bildung der Steuerdistrikte 1805 kam Außenried zum Steuerdistrikt Brandten und 1813 zur Ruralgemeinde Brandten im Landgericht Regen. 1808 bestand der Ort aus acht Anwesen. 
Beim Bau der 1928 vollendeten Bahnstrecke Zwiesel–Bodenmais erhielt Außenried eine eigene Haltestelle. Im Zuge der Gebietsreform gelangte es zusammen mit der aufgelösten Gemeinde Brandten am 1. Januar 1976 zur Gemeinde Langdorf.

## Sehenswürdigkeiten
- Kapelle. Sie wurde aufgrund eines Gelöbnisses nach einem Brand am 4. September 1854 auf dem Schönberger-Anwesen erbaut und 1969 saniert. Wegen des großen Verkehrsaufkommens auf der Staatsstraße 2132 wurde sie 1995 um 180 Grad gedreht, sodass der Eingang nicht mehr zur Straßenseite zeigt.

## Vereine
- Pro Umgehung Schwarzach-Aussenried
- Wolfauslasser Außenried